# Gregorio Crescenzi (kardynał S. Teodoro)
Gregorio Crescenzi (zm. 1227) – włoski kardynał.

## Życiorys
Bratanek kardynała Gregorio Crescenzi. Pochodził z rzymskiego rodu szlacheckiego Crescenzi, który jednak nie był spokrewniony z rządzącym w X wieku Rzymem rodem Krescencjuszy. Nominację kardynalską z tytułem diakona S. Teodoro otrzymał od papieża Innocentego III prawdopodobnie 5 marca 1216 roku. Sygnował bulle papieskie między 21 marca 1216 a 9 maja 1226. W latach 1220–1223 był legatem papieskim w kilku krajach północnej Europy, w tym w Polsce; na początku 1223 roku poświadczona jest jego obecność we Wrocławiu i Krakowie. Uczestniczył w papieskich elekcjach w 1216 i prawdopodobnie także w 1227 roku. Zmarł na początku pontyfikatu Grzegorza IX.
Na podstawie późnej i niepewnej tradycji identyfikowany bywa ze wspominanym w nekrologu bazyliki watykańskiej pod datą dzienną 11 maja (bez wskazania roku) kardynałem archiprezbiterem tej bazyliki. Jednakże wpis ten prawdopodobnie odnosi się do jego zmarłego w 1208 stryja, kardynała prezbitera S. Vitale, którego zgon pod tą samą datą dzienną odnotowano w nekrologu kongregacji renańskiej z Bolonii.